# 網路韌性
網路韌性（Cyber resilience）是指系統可以不受負面網路事件（Adverse cyber event）影響，仍然實現其原始功能的能力。網路韌性對於資訊系統、關鍵基礎架構、商業流程、組織、社會及國家都很重要。
負面網路事件是指會影響網路資訊系統及其資訊的可用性、資料完整性及機密性的事件，事件可能是刻意的（例如網路攻擊），也可能是非預期的（例如軟體更新失敗），造成因素包括人為因素、自然因素，也可能二者都有。
網路韌性和網路安全（cyber security）有些不同，網路安全是要保護系統、網路以及資料，不會受到網路犯罪旳影響。網路韌性是要保護系統，在安全受威脅的情形下，其系統及網路仍可以正常運作。
網路韌性的目標是維持系統在任何時候都可以提供預期輸出的能力。這表示就算正常的執行機制失效（例如出現危機或是安全漏洞），都要可以提供預期輸出的能力。此概念也包括在這類事件後復原或是恢復正常執行機制的能力，以及若需面對新的威脅時，可以持續性的變更或是修改執行機制的能力。在恢復執行機制的流程中，備份及灾难恢复是重要的一部份。

## 框架
在美國總統政策行政命令PPD-21裡，將韌性定義為「可以適應變化條件，承受破壞，並且快速復原的能力」。網路韌性著重在資訊科技環境中的預防措施、偵測措施及反應措施，針對系統的整體安全態勢評估和標準的差距，並且進行改善。Cyber Resilience Review（CRR）是由美國國土安全部所作，評估系統韌性的框架。另一個由Symantec所創的框架著重五點：準備/識別、保護、偵測、因應及復原。
國家標準技術研究所的NIST SP 800-160 Volume 2 Rev. 1 提供了工程安全系統以及可靠系統的框架，其中將惡意網路事件視為和韌性和安全性都
有關的議題。在NIST SP 800-160中有識別出14種可以提昇韌性的技術：
| 技術                                  | 目的 |
| ------------------------------------- | --- |
| 自動因應（Adaptive Response）         | 提昇用及時且適當的方式因應的能力                                                                                 |
| 監控分析（Analytic Monitoring）       | 以及時、可行的作法監控惡意行動及條件，並且進行偵測                                                               |
| 協調保護（Coordinated Protection）    | 實施多層防禦策略，讓入侵者要克服多個阻礙                                                                         |
| 欺騙（Deception）                     | 刻意向入侵者隱藏關鍵資產，或是透露隱蔽的受污染資產，目的是要誤導入侵者，使其混淆。                               |
| 多樣性（Diversity）                   | 利用異質性來避免共因失效，特別是一些利用通用弱點的攻擊。                                                         |
| 動態定位（Dynamic Positioning）       | 分散並多元化網路分佈，增加從非惡意事件（例如天災）中快速復原的能力                                               |
| 動態呈現（Dynamic Representation）    | 持續呈現目前網路的情形。強化對於網路或是非網路資源的相依性。可以看出惡意行為的模式或是趨勢。                     |
| 非持久性（Non-Persistence）           | 依照需要在有限的時間內產生並且維持資源，這可以減少因資料受損、修改或是被盜用的影響。                             |
| 特權限制（Privilege Restriction）     | 依使用者屬性、系統元件及環境因素來限制特權。                                                                     |
| 整治（Realignment）                   | 讓任務關鍵服務和非關鍵服務之間的連結最小化，減少非關鍵服務失效影響到任務關鍵服務的可能性。                       |
| 冗餘（Redundancy）                    | 針對關鍵資源，提供多個受保護的實例。                                                                             |
| 區隔（Segmentation）                  | 依關鍵性以及可信度定義系統元件，並且進行區隔。                                                                   |
| 證實可信性（Substantiated Integrity） | 確定關鍵系統元素是否已經損壞.                                                                                    |
| 不可預測性（Unpredictability）        | 讓變化以隨機，無法預測的方式出現。在入侵者面對系統保護時，增加入侵者的不確定性，提高他們確認正確行動方針的難度。 |